# Gabriela Cámara

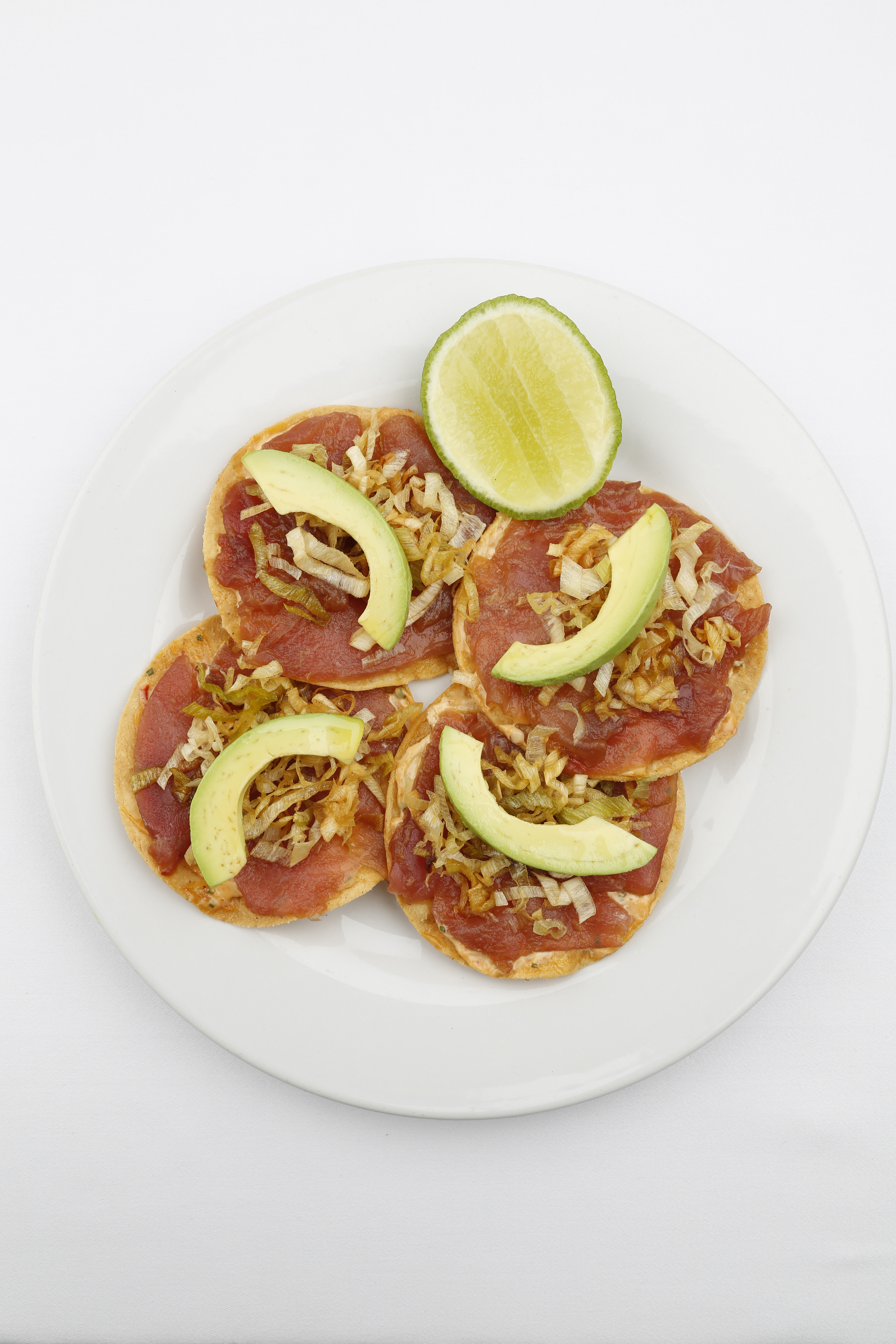
Gabriela Cámara - Tostada de Atún en Contramar

Gabriela Cámara (Chihuahua) es restaurantera, chef, autora de libros de cocina, y fundadora de Contramar, el reconocido restaurante de mariscos en la colonia Roma, así como de otros proyectos gastronómicos en la Ciudad de México. Todos sus proyectos están inspirados en la confluencia de comida, arte y cultura, dando especial relevancia a la sustentabilidad y trazabilidad de los ingredientes.

## Biografía
En 1998, Gabriela abrió Contramar, un restaurante en la Ciudad de México que rápidamente se convirtió en referente de la cocina de mar, y un punto de encuentro entre amigos, familias, y quienes buscaban un espacio inspirado en la costa del Pacífico, ubicado en el corazón de la ciudad. Desde su apertura, Contramar ha ofrecido platos frescos y auténticos, destacando la calidad del pescado y mariscos a través de alianzas con productores locales, así como con técnicas tradicionales de preparación. El lugar es famoso por su ceviche y su icónica tostada de atún.
Semifinalista del premio James Beard Foundation en dos ocasiones –2017 y 2019, Gabriela Cámara, consolidó su identidad de exitosa empresaria de la industria gastronómica en Estados Unidos, donde se le ha reconocido por su trayectoria y logros en términos de sustentabilidad, cultura y responsabilidad social. El primer libro de cocina de Gabriela, “Mi Cocina de la Ciudad de México: Recetas y Convicciones", publicado en 2019 por Penguin Random House, presenta 150 recetas de su vibrante cocina inspiradas en los sabores, ingredientes y estilo de la Ciudad de México.
La revista TIME la nombró una de las 100 personas más influyentes de 2020  por ser una pionera en prácticas de sostenibilidad y buscar siempre la manera de cultivar entornos equitativos en sus restaurantes  Ese mismo año, Cámara estrenó su Masterclass sobre Cocina Mexicana, la primera clase grabada fuera de Estados Unidos. Con una imagen cada vez más consolidada a nivel internacional, en 2022 Gabriela se convirtió en la única mexicana dentro del grupo de Iron Chefs en la temporada de ese año.